# Kessler-Grundel
Die Kessler-Grundel (Ponticola kessleri, Syn.: Neogobius kessleri) ist eine südosteuropäische Grundelart. Ihren Namen erhielt sie zu Ehren des Ichthyologen Karl Fjodorowitsch Kessler.

## Merkmale
Die Kessler-Grundel wird 12 bis 18, maximal 22 Zentimeter lang. Ihr Körper ist langgestreckt, der Kopf breit und abgeflacht. Die Gesamtlänge der Grundel beträgt das 2,75fache der Kopflänge. Das Maul steht schräg, der Unterkiefer steht vor. Das Maul ist 1,5- bis 2-mal so lang wie der Augendurchmesser. Die Kopfoberseite und ein Drittel der Kiemendeckel sind beschuppt. In der mittleren Schuppenlängsreihe (mLR) zählt man 64 bis 79 Schuppen. Von den beiden Rückenflossen wird die erste von 5 bis 6 Flossenstacheln, die zweite von einem Flossenstachel und 15 bis 18 (meist 16 bis 18) gegliederten Weichstrahlen gestützt. Die Afterflosse hat einen Flossenstachel und 11 bis 16 (meist 12 bis 15) gegliederte Weichstrahlen. Die Bauchflossen sind spitz.

## Verbreitung

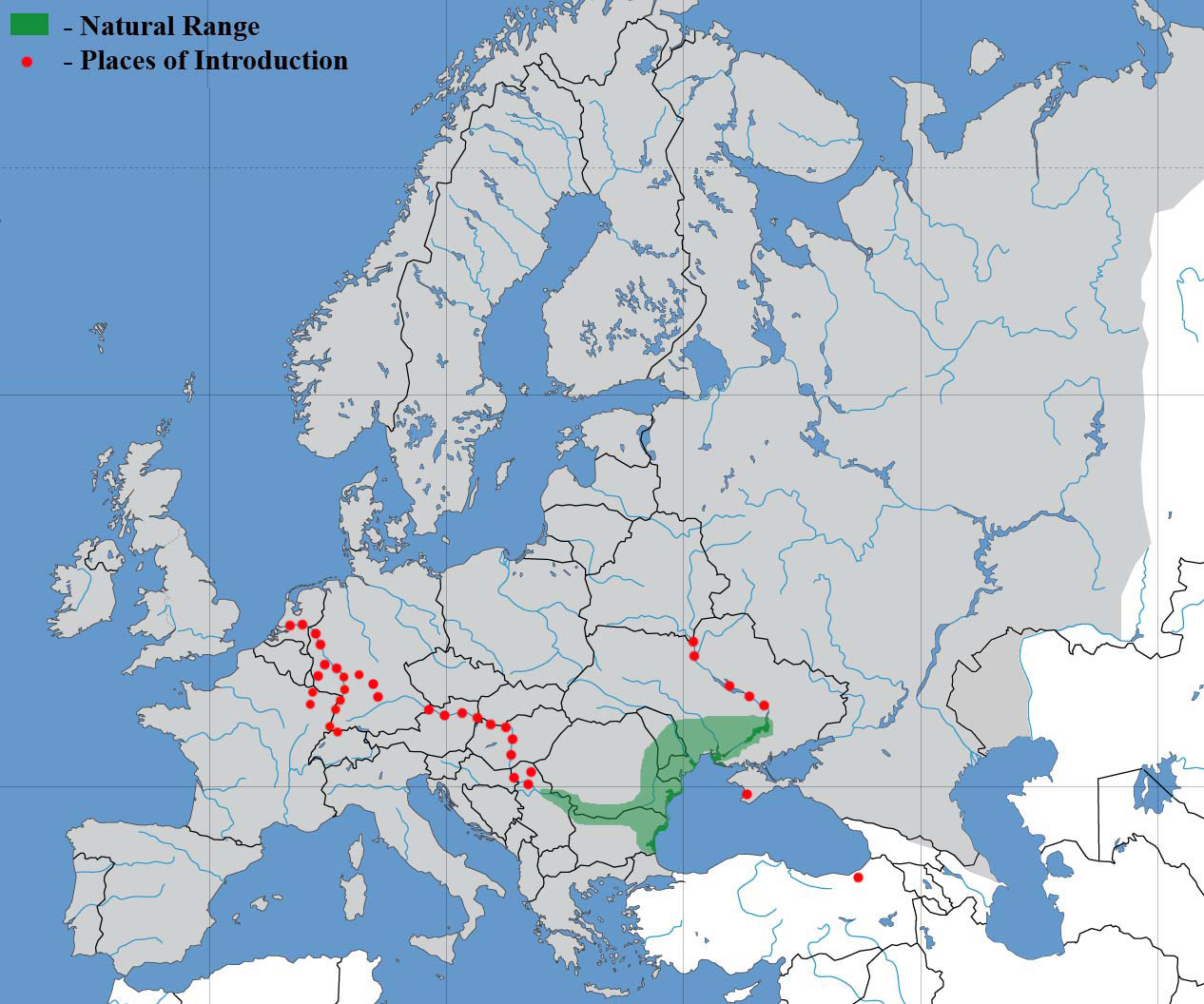
Verbreitungsgebiet (grün) und Ausbreitungsgebiet (rot)

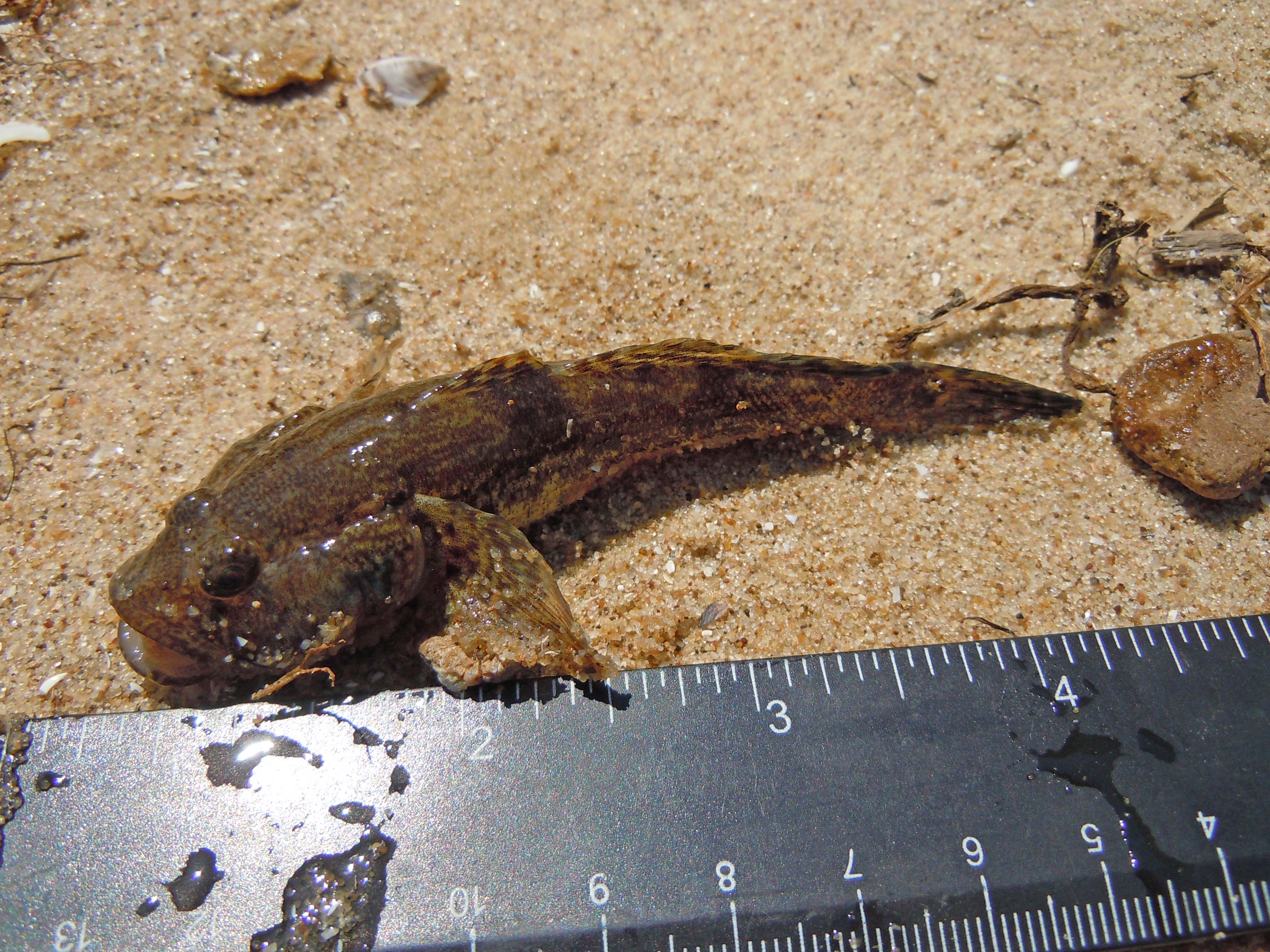
Junge Kessler-Grundel aus der Dnister-Mündung, Ukraine

Die Kessler-Grundel kommt in den Unterläufen und Mündungen von Donau, Dnjestr, Südlichem Bug und im Dnepr sowie den angrenzenden, nur leicht brackigen Bereichen des Schwarzen Meeres vor. Im Asowschen Meer fehlt sie. In den letzten Jahrzehnten hat die Kessler-Grundel, wie andere pontische Grundeln auch, ihr Verbreitungsgebiet stark ausgeweitet, indem sie die Flüsse aufwärts wanderte. 1979 wurde sie im Plattensee nachgewiesen, 1984 im ungarischen Abschnitt der Donau, 2003 im Raab, an der Grenze zu Österreich, Oktober 2006 im Rhein bei Königswinter, 2008 im Rhein bei Duisburg, im März 2009 im niederländischen Niederrhein und im Herbst 2011 bei Basel.

## Lebensweise
Die Kessler-Grundel ist ein Bodenfisch, der im Süß- und im Brackwasser geringer Salinität, über steinigen und sandigen Böden lebt. Sie ernährt sich vor allem von kleinen Krebstieren, wie Schwebegarnelen und Flohkrebsen, von Würmern, Weichtieren und von kleineren Fischen. Kessler-Grundeln laichen normalerweise zweimal im Jahr, von März bis Mai. Das revierbildende Männchen bewacht die klebrigen, auf Steinen, Muscheln oder Wasserpflanzen abgelegten Eier bis zum Schlupf der Jungfische.

## Systematik
Die Kessler-Grundel gehört zu einer bereits 1927 aufgestellten Unterfamilie pontischer und nordamerikanischer Grundeln, den Benthophilinae. Innerhalb der Benthophilinae zählt sie zum 2009 neu aufgestellten Tribus Ponticolini. Schwesterart ist Ponticola eurycephalus, die in der Ukraine verbreitet ist und damit teilweise im gleichen Lebensraum vorkommt.